# Unser Pommerland
Die Zeitschrift Unser Pommerland wurde von der gleichnamigen Heimatvereinigung als Monatsschrift für das Kulturleben der Heimat herausgegeben.
Die Jahrgänge I bis V (1912/13, 1913/14, 1915/16, 1917/18 und 1919/20) erschienen im Pommernverlag in Stargard. Die Jahrgänge VI (1921) bis XXII (1937) erschienen im Verlag von Fischer & Schmidt in Stettin. Die Schriftleitung hatte Gustav Schmidt.
Von 1982 bis 1985 erschienen in Hamburg als Beilage zur „Pommerschen Zeitung“ noch die Jahrgänge XXIII bis XXVI.
Die Zeitschrift enthielt Beiträge zur Geschichte und Vorgeschichte, zur Kultur- und Kunstgeschichte, Volkskunde, Familiengeschichte und anderen landeskundlichen Themen.
Nachdem Gustav Schmidt die Schriftleitung übernommen hatte, waren viele Hefte speziellen Themen gewidmet:
| VI/5       | Stolp                                      |
| VI/6       | Hiddensee                                  |
| VI/10      | Greifswald                                 |
| VII/9      | Der Weizacker (Landschaft im Kreis Pyritz) |
| VIII/3     | Anklam                                     |
| VIII/5/6   | Stralsund                                  |
| VIII/7/8   | Rügen                                      |
| VIII/10–12 | Stadt und Kreis Cammin                     |
| IX/4–5     | Rügenwalde                                 |
| IX/6       | Ostseebad Kolberg                          |
| IX/10–11   | Wolgast                                    |
| X/4        | Heinrich Bandlow                           |
| X/5        | Schlawe-Rummelsburg                        |
| X/9        | Pyritz                                     |
| X/10/11    | Bütow                                      |
| XI/1       | Pasewalk                                   |
| XI/6–7     | Der Darß                                   |
| XI/10–11   | Lauenburg                                  |
| XII/4      | Demmin                                     |
| XII/6      | Wollin                                     |
| XII/9–10   | Stadt und Kreis Neustettin                 |
| XII/11–12  | Stargard                                   |
| XIII/3     | Treptow a. d. Tollense                     |
| XIII/5–6   | Treptow a. d. Rega                         |
| XIII/7     | Polzin                                     |
| XIII/11–12 | Kreis Dramburg                             |
| XIV/5–6    | Die Buchheide bei Stettin                  |
| XIV/11–12  | Kreis Belgard                              |
| XV/6–7     | Land Wildenbruch                           |
| XV/8–9     | Grimmen                                    |
| XV/11–12   | Kreis Randow                               |
| XVI/7–8    | Kreis Regenwalde                           |
| XVI/9      | Garder See                                 |
| XVI/11–12  | Stadt und Kreis Köslin                     |
| XVII/3     | Greifenhagen                               |
| XVII/5     | Tempelburg/Draheim                         |
| XVIII/1–2  | Das Stolper Land                           |
| XVIII/4–5  | Hiddensee                                  |
| XVIII/7–8  | Stadt und Kreis Greifenberg                |
| XIX/7–8    | Ueckermünde                                |
| XX/3–4     | Bublitz                                    |
| XXI/7–8    | Der Kreis Naugard                          |